# سرسام
سرسام فیلمی به کارگردانی و نویسندگی ساموئل خاچیکیان محصول سال ۱۳۴۴ است.

## خلاصه داستان
یک قاچاقچی معروف در یک شهر شمالی به قتل می‌رسد و برادرش برای دریافت ارثیهٔ او که در یک ویلای دور افتاده‌است به شمال می‌رود پلیس از برادر قاچاقچی به عنوان طعمه استفاده می‌کند تا سایرین را گرفتار سازد…

## تولید و نمایش
این فیلم از محصولات استودیو میثاقیه بود که در مدت هشت ماه تهیه شد و در اول اردیبهشت ماه ۱۳۴۴ در سینماهای رکس، آسیا، رویال و همای نمایش داده شد.

## بازیگران
- عبداله بوتیمار
- نسرین صفایی
- نعمت‌الله پیشواییان
- آنیک شفرازیان
- ویکتوریا
- مهدی رئیس فیروز
- رضا بیک ایمانوردی
- وزیری
- کاظم روشن ضمیر
- شمسی فضل‌الهی
- یدالله محمدی‌نژاد
- منصور سپهرنیا
- ماشین‌چیان
- فرامرز محمودی
- جلال پیشواییان
- همایون
- منطقی
- رفیع مددکار
- حسن درگزنی